# Haplopelma lividum
La tarántula blau cobalt (Haplopelma lividum), pel seu color blau de cobalt, és una espècie de taràntula nativa de Myanmar i Tailàndia.
Aquesta aranya, molt popular entre els aficionats, és de grandària mitjana amb una mesura entre potes d'aproximadament 13 cm, i és coneguda per les seves potes de color blaus iridiscents. Els mascles i les femelles són molt similars fins a arribar a adults, diferenciant-se pel ganxo d'acoblament en el mascle.

## Hàbitat
La taràntula blau cobalt habita les selves tropicals del sud-est asiàtic, i passa la major part del temps en galeries subterrànies que ella construeix.

## Animal de companyia
La taràntula blau cobalt és un pilar del comerç d'animals de companyia, malgrat ser una taràntula ràpida i defensiva amb un potent verí. Les picades d'aquesta espècie poden produir rampes musculars i inflamacions severes. Com que és agressiva i ràpida, la criança i la interacció amb aquesta espècie és difícil, i només es recomana als criadors i col·leccionistes amb experiència en el tractament d'aranyes amb aquest tipus de naturalesa. La seva popularitat la dona el seu pèl blavós.
Normalment, es mantenen en un dipòsit profund de 25 a 30 cm de substrat, com ara turba o fibra de coco (coco-husk) que es manté humit. Pot viure uns 15 o 20 anys. S'alimenta d'insectes i petits vertebrats.

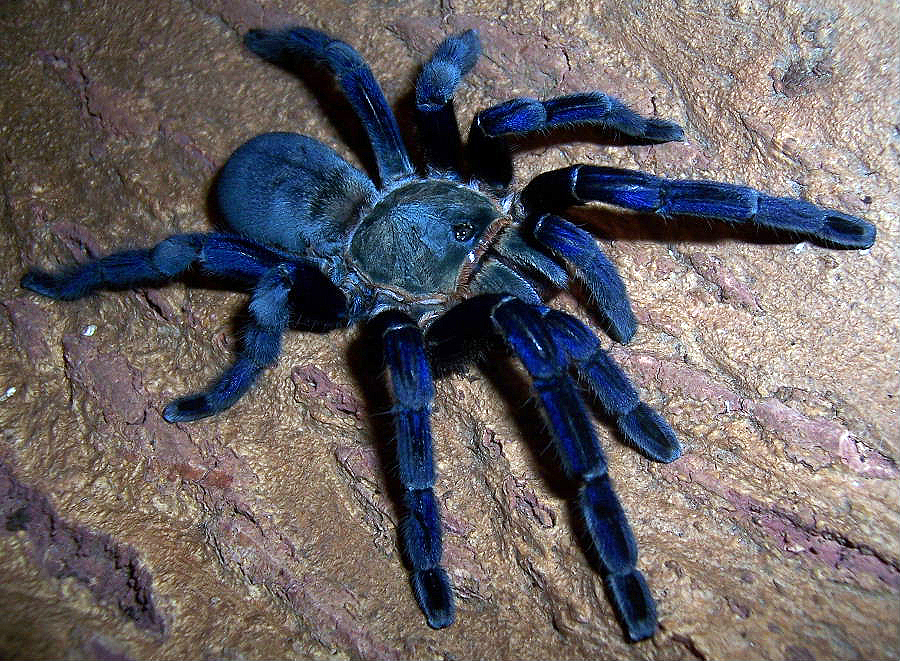
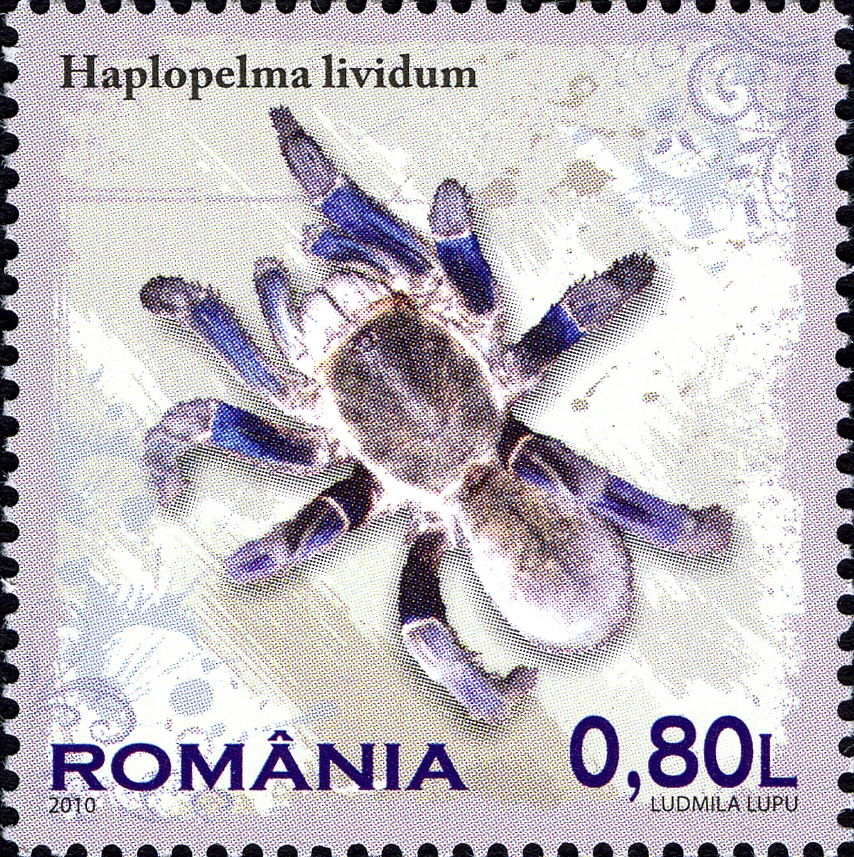